# Кнез Антиохије
Кнез Антиохије је титула владара кнежевине Антиохије, крсташке државе основане током Првог крсташког рата. Оснивач кнежевине је Боемунд Тарентски који је најзаслужнији за крсташко освајање града 1098. године. Протеравши муслимане из града, Боемунд је одбио да Антиохију врати Византији којој је град припадао. Због тога ће се око Антиохије годинама спорити крсташке државе и Византија, свака сматрајући да она полаже право на државу. 
Кнежеви Антиохије:
- Боемунд Тарентски (1098—1111)
  - Танкред Галилејски (регент 1100-1103/1105-1112))
- Боемунд II од Антиохије (1111—1130)
  - Руђер од Салерна (регент 1112-1119)
  - Балдуин II Јерусалимски (регент 1119-1126/1130-1131)
- Констанца Антиохијска (1130—1163)
  - Фулк Јерусалимски (регент 1131-1136)
- Ремон од Поатјеа (1136—1149), муж Констанце
- Рене од Шатијона (1153—1160), муж Констанце
- Боемунд III од Антиохије (1163—1201)
- Боемунд IV од Антиохије (1201—1216/1219-1233)
- Ремон-Рупен (1216—1219)
- Боемунд V од Антиохије (1233—1252)
- Боемунд VI од Антиохије (1252—1268)